# SEAT 128
De SEAT 128 is een driedeurs coupé die tussen 1976 en 1979 werd geproduceerd door de Spaanse autofabrikant SEAT, in licentie van FIAT.

## Geschiedenis
De SEAT 128 3P was gebaseerd op de Fiat 128 Berlinetta 3P waarvan hij de carrosserie, het interieur en onderstel overnam. Alleen de motoren waren anders. De viercilinder lijnmotoren kwamen overeen met de SEAT 1200/1430 Sport en hadden een cilinderinhoud van 1197 cc of 1430 cc en een vermogen van 49 kW (67 pk) of 56,5 kW (77 pk). Dit was genoeg voor een topsnelheid van 160 km/u.
Qua grootte bevond de auto zich tussen de tegelijkertijd aangeboden SEAT 1200 Sport en de oudere SEAT 124 Sport Coupé, maar had op beide de grote achterklep als voordeel. Net als bij zijn Italiaanse tegenhanger was een van de meest opvallende kenmerken van de 128 3P zijn achterlichten, verdeeld in drie afzonderlijke delen.

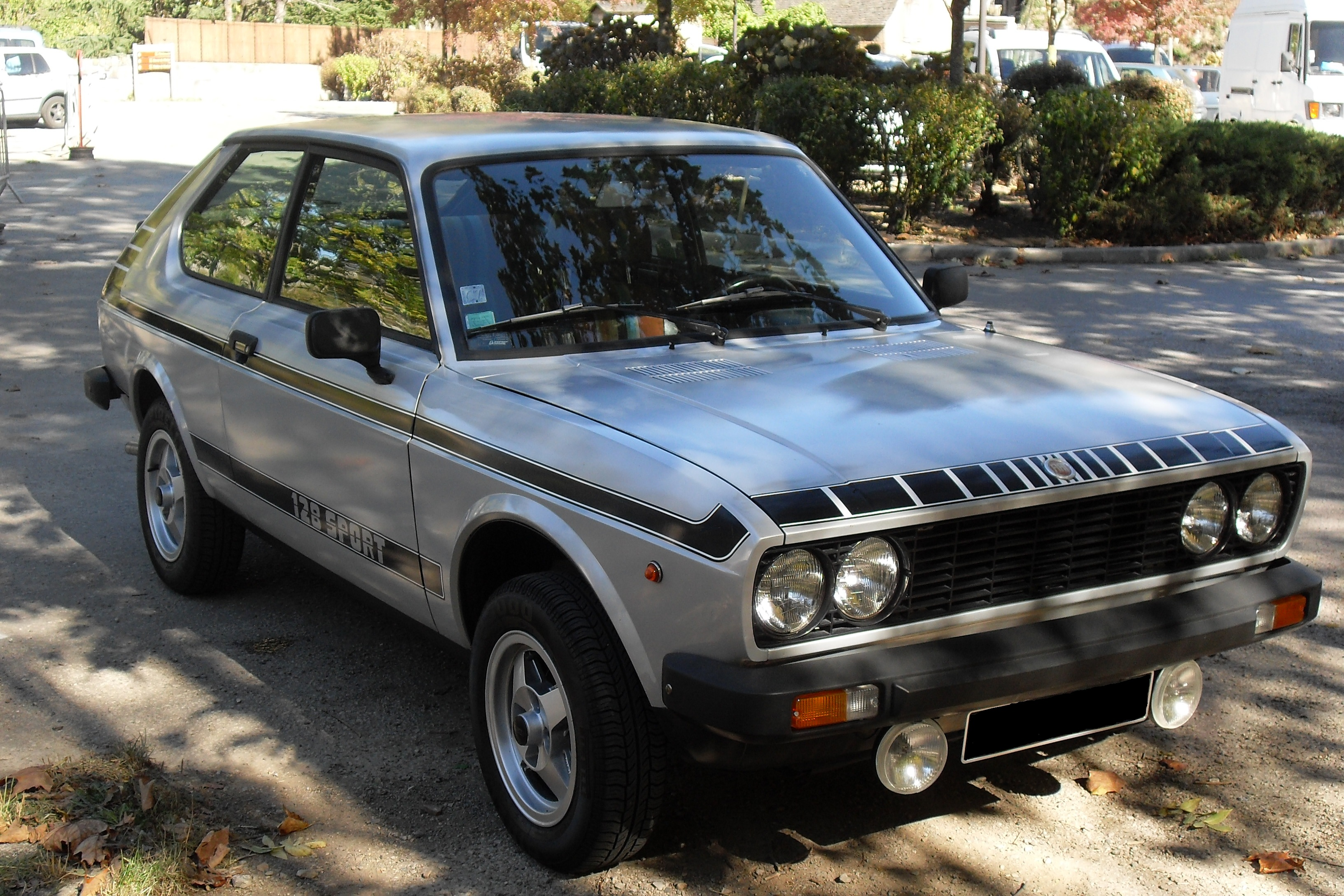
Fiat 128 3P "Berlinetta Sport" met dezelfde decoratie als de speciale editie SEAT 128 Sport 1100. Omdat het model gelijk was, werden vanwege exportproblemen 200 in Spanje geproduceerde exemplaren onder de naam SEAT verkocht

In 1979 lanceerde SEAT een speciale serie met de naam 128 Sport 1100 en, zoals enkele keren gebeurde, vroeg het Turijnse moederbedrijf zijn dochteronderneming in Barcelona om het te blijven produceren voor de verkoop in andere Europese landen. Wegens problemen bij de douane konden auto's het land niet verlaten en werden deze modellen op de Spaanse markt verkocht. Deze uitvoering had onder andere een ruitenwisser op de achterruit, aerodynamische achterspoiler, sportief dashboard met rode in plaats van witte naalden op de wijzerplaten, sportieve fluwelen bekleding, matzwarte bumpers en sierlijsten en lichtmetalen Cromodora-velgen.
De andere modellen van de Fiat 128-serie zijn nooit in Spanje gebouwd. In het voorjaar van 1979 werd de productie van de 128 3P stopgezet ten gunste van de SEAT Ritmo.
Huidige modellen:
Ibiza · 
Arona ·
Leon ·  
Ateca ·
Tarraco
Oudere modellen:
600 · 
850 · 
1200 · 
1400 · 
1430 · 
1500 · 
124 · 
127 · 
128 · 
131 · 
132 · 
133 · 
Ritmo · 
Ronda · 
Fura · 
Málaga · 
Panda · 
Marbella · 
Terra · 
Inca · 
Arosa · 
Córdoba · 
Toledo · 
Altea (XL) · 
Exeo · 
Alhambra ·
Mii